# Aeroportul Guemar
Aeroportul Guemar (IATA: ELU, ICAO: DAUO) este un aeroport din Guemar, Districtul Guemar, Provincia El Oued, Algeria ce deservește zona El Oued.
Situat la o altitudine de 62 m, aeroportul dispune de 2 piste.

## Infrastructură

### Piste
Aeroportul dispune de 2 piste. Pista are orientarea 13/31. Pista are orientarea 02/20. 